# Comunidade Samba da Vela
A Comunidade Samba da Vela é uma roda de samba, fundada na cidade de São Paulo no ano 2000 e um dos movimentos culturais mais importantes do Brasil. A comunidade proporciona espaço para que compositores de samba divulguem suas obras inéditas, fazendo dessa reunião um verdadeiro culto ao que há de mais genuíno na cultura brasileira.

## História
A Comunidade Samba da Vela foi fundada em uma segunda-feira, no dia 17 de julho de 2000, no bairro Santo Amaro, localizado na zona sul da capital paulista, por quatro fundadores: Paquera (José Alfredo Gonçalves de Miranda - falecido em 2014, Chapinha (José Marilton da Cruz) e os irmãos, ambos integrantes da dupla Prettos Maurílio de Oliveira (Maurílio de Oliveira Souza - cantor, compositor, produtor, diretor musical e Magnu Sousá (Magno de Oliveira Souza), cantor, compositor, produtor, diretor artístico da Comunidade Samba da Vela.
A história dessa manifestação da cultura popular começou no bar Ziriguidum, na Rua Dr. Antonio Bento, número 257, no Largo Treze de maio. O lugar era do tamanho de um galpão, com pouca luz. Perto da entrada havia um bar, e mais ao fundo uma cozinha. A montagem do bar, segundo seu proprietário, o Chapinha, tinha o propósito de criar um espaço para fazer uma roda de samba, pois segundo ele, na Zona Sul da cidade de São Paulo não havia um lugar apropriado para se fazer um bom samba. A ideia era reproduzir fielmente uma roda de samba ao estilo antigo. Com o tempo, os outros três fundadores da comunidade - Paquera, Magnu Sousá e Maurílio de Oliveira - se uniram a Chapinha, e os quatro decidiram montar um projeto de roda de samba às segundas-feiras, dando origem ao Samba da Vela. Não existia na época um movimento que hasteasse a bandeira do samba da forma que a Comunidade Samba da Vela faz, tornando a comunidade pioneira na difusão e divulgação do samba, dando uma verdadeira aula de entretenimento e inclusão social.
Em janeiro de 2002, a roda de samba foi transferida do bar Ziriguidum para a Casa de Cultura de Santo Amaro, onde passaram a se reunir todas as segundas-feiras a partir das 20h45m, momento em que a vela é acesa, até o instante em que a vela se apagava e uma sopa era servida para todos no final.
O nome curioso vem da própria organização do evento: a roda de samba ocorre em torno de uma vela, que funciona como um cronômetro das apresentações. O samba se inicia quando a vela é acesa e todos cantam o samba “Acendeu a vela” (ver letra abaixo) e termina quando a vela se apaga e todos cantam a “A comunidade Chora” (ver letra abaixo). A roda de samba reúne simpatizantes, cantores, músicos e compositores que apresentam somente músicas inéditas diretamente ao público, que totaliza cerca de 250 pessoas a cada semana. Este seria o objetivo mais óbvio da comunidade: revelar sambas de compositores desconhecidos da grande mídia. Mas o objetivo mais significante do Samba da Vela é “apresentar as obras diretamente ao público, revelando, transformando, refletindo e promovendo o resgate da cidadania, cultura e lazer, incluindo o cidadão no ambiente das artes de um modo geral, revitalizando sua autoestima através da música, inserindo-o na sociedade brasileira.” 
Como em toda roda de samba, o Samba da Vela também segue um ritual, um “regulamento interno”, segundo o qual é inadmissível:
1. Manejar um instrumento sem competência;
2. Falar mais alto do que o som que vem da roda;
3. Interromper quem está puxando o samba.

Essas regras são baseadas na amizade e na intimidade que a roda proporciona, no modo como as pessoas se relacionam. A hierarquia na roda é respeitada, não pelo sucesso ou pelo dinheiro que a pessoa tem, mas por seu conhecimento e história no samba.

No dia 06 de Agosto de 2004, a Comunidade Samba da Vela - na figura dos seus fundadores Magnu Sousá, Maurilio de Oliveira, Chapinha e Paquera; recebeu homenagem da Assembleia Legislativa, no plenário Juscelino Kubitschek, em sessão solene realizada por iniciativa do Sr. Vicente Cândido, na época deputado, que em seu discurso solene afirmou o importantíssimo trabalho de preservação da identidade cultural do povo brasileiro, através da música e da poesia. "...Esses artistas merecem todo o reconhecimento e incentivo" Participaram desta homenagem; Osvaldinho da Cuíca, Velha Guarda das Escolas de Samba Nenê da Vila Matilde e da Camisa Verde e Branco, Quinteto em Branco e Preto, Thobias da Vai-Vai e Beth Carvalho que na ocasião recebe o título de Cidadã Paulistana. 

### Influências
O primeiro samba de quadra surgiu no ano de 1930, nas primeiras escolas de samba do Rio e a grosso modo, pode ser resumido como um subgênero que canta as experiências da vida, o amor, as lutas, as festas, a natureza e, outros. Os sambas compostos no Samba da Vela são identificados por seus compositores como sambas de formato “tradicional”. Eles se identificam como mais próximos de dois subgêneros autênticos do samba tradicional: o Samba de Terreiro e o Partido Alto. O Samba de Terreiro era a representação dos sambas porque estes eram produzidos durante todo o ano nos espaços de terra batida, que se tornariam as futuras quadras das escolas. O Partido Alto já está mais próximo do repente nordestino, pois é marcado pela improvisação e pelo contratempo do pandeiro. Tanto o Partido Alto como o Samba de Terreiro com frequência apresentam uma primeira parte forte e cantada em coro e uma segunda parte  mais estável, porém livre para improvisos.

### A Madrinha

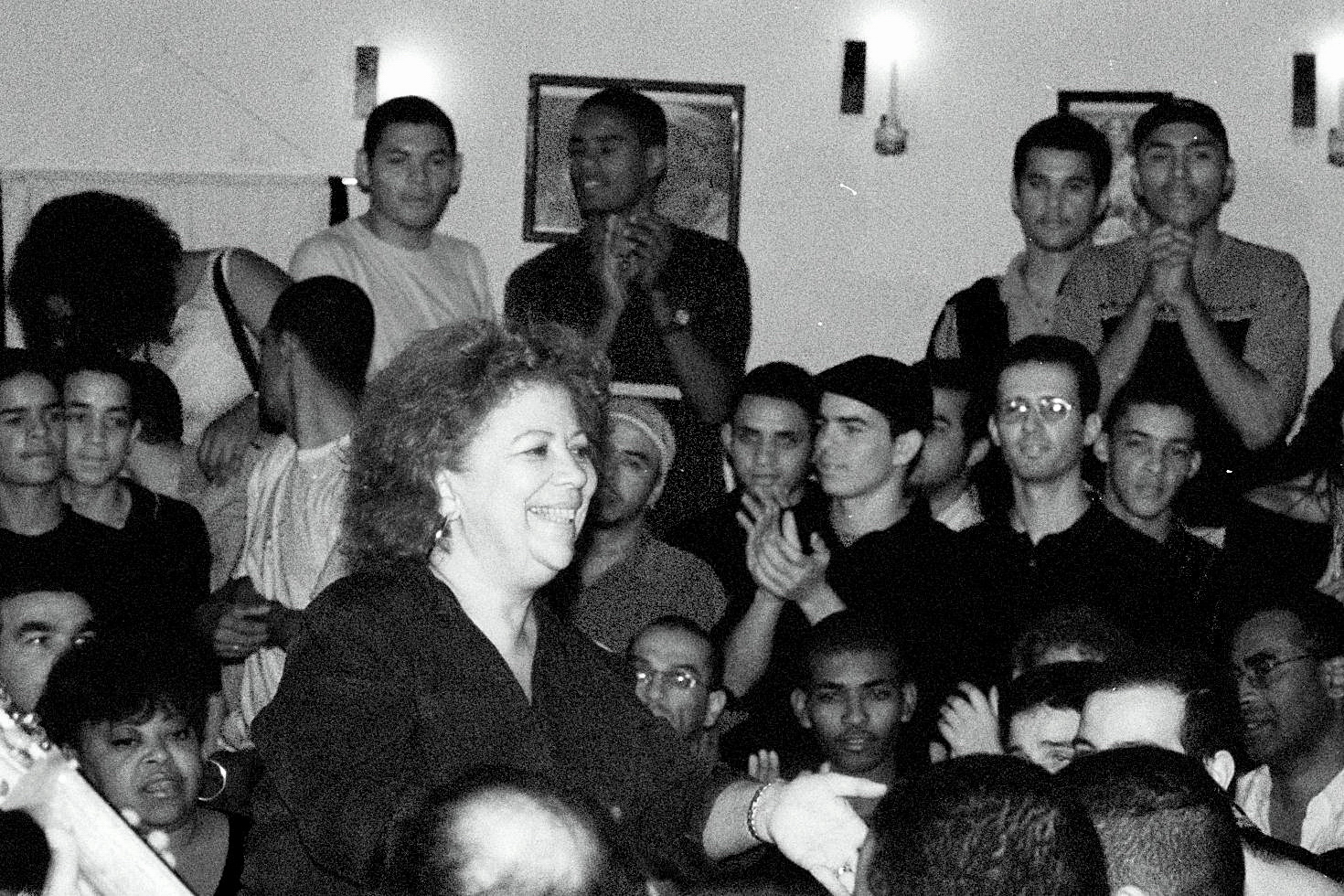
Beth Carvalho - Madrinha da Comunidade Samba da Vela - Ano 2000 - (Foto - Carolina Andrade)

Elizabeth Santos Leal de Carvalho, nascida no Rio de Janeiro em 5 de maio de 1946, nasceu em uma família cuja arte tinha uma grande importância para seus membros. Seu avô tocava violão e bandolim, sua mãe, piano clássico e a irmã, Vânia, cantava. O pai da cantora, o advogado João Francisco Leal de Carvalho era grande amigo dos cantores Sílvio Caldas, Aracy de Almeida e Elizeth Cardoso, a quem Beth já ouvia emocionada aos 8 anos de idade.
Magnu Sousá e Maurilio de Oliveira integram a dupla Prettos; fizeram parte do Quinteto em Branco e Preto por 18 anos e começaram a trabalhar com Beth Carvalho em 1999. Viajaram vários países com ela e têm com ela uma relação de mãe e filhos. Dias depois do início do Samba da Vela, eles a convidaram para conhecer o movimento e ela, como sempre muito generosa e uma incrível descobridora de novos talentos, topou de bate pronto.
A frequência girava em torno de oitenta pessoas e a partir da ida da madrinha, houve um superávit para quase duzentas pessoas todas as semanas, e até hoje é assim. Beth se declarou madrinha do Samba da Vela e gravou três sambas da comunidade.
A madrinha do Samba da Vela tem incontestável valor como representante da música popular brasileira. A cantora se encantou com a ideia e assumiu o compromisso de divulgar o projeto. Vale lembrar que Beth também é madrinha do grupo Quinteto em Branco e Preto, Zeca Pagodinho, Almir Guineto, grupo Fundo de Quintal, Prettos entre outros.

### A Comunidade Samba da Vela

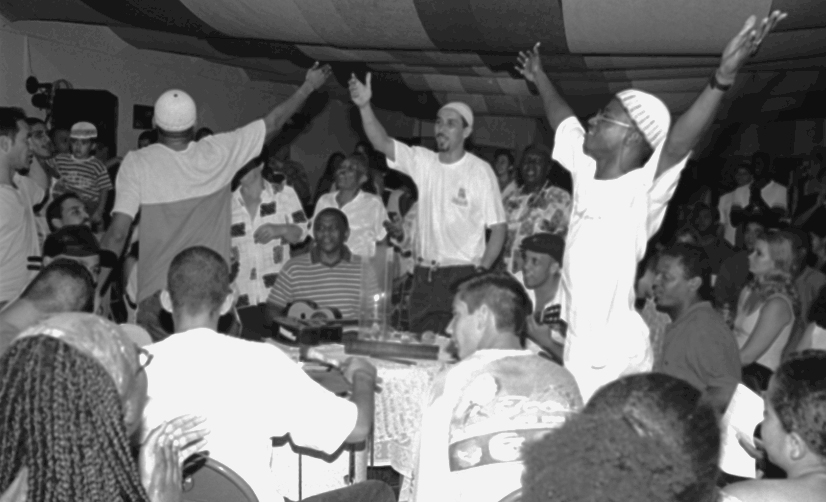
Fundadores da Comunidade Samba da Vela - Velha Guarda - (Foto - Carolina Andrade) - Chapinha - Maurílio de Oliveira - Paquera - Magnu Sousá

Um dia, os fundadores da comunidade se reuniram para bater um papo, conversar a respeito de samba. Começaram às oito horas da noite e terminaram às quatro horas da manhã. Combinaram de se reunir na semana seguinte, com a ideia de cantar sambas clássicos e algumas de suas composições. O negócio ficou tão bom, que de novo entraram madrugada adentro.
Apesar das portas fechadas ao público, não demorou para que a roda de samba despertasse a atenção. "As pessoas entravam por debaixo da porta e, a partir daí, começaram a frequentá-la. Com isso veio a necessidade de limitar o horário". Pensaram em adotar uma ampulheta, um despertador e até mesmo um galo. No entanto, uma reportagem na TV sobre o simbolismo da vela, os levaram a sugerir esse tipo de controle do tempo.
O significado da vela vai além de um simples relógio, e tem relação com a religiosidade. “Todo ritual de fé tem uma chama”, sendo a segunda-feira um dia especial para a comunidade, porque é o dia das almas e remete a todos compositores de samba de já faleceram, proporcionando a iluminação da mente dos novos criadores de samba . Uma forma de homenagear os mestres que moldaram a história do samba. Em razão disso, seus fundadores Chapinha, Magnu e Maurilio e Paquera, elegeram a segunda feira como o dia oficial para o encontro semanal.
Pensaram em acender uma vela por três horas e meia, e quando a mesma acaba-se, seria, numa frase de Beth Carvalho, uma maneira gentil de mandar o "povo pra casa", "nem choro nem vela" de Paqüera. Foi utilizado também um cone como acessório para ajudar no controle da queima, que atualmente foi substituído por um cubo retangular de vidro. "Quando a vela arde muito rápido, colocavam o cone/cubo retangular, que a protegia do vento dos ventiladores e mantinham uma queima uniforme".
No centro do salão da Casa de Cultura de Santo Amaro, esta é posta em uma mesa com uma toalha de crochê branca com detalhes em rosa e azul, e sobre ela um suporte com base de madeira como um tipo de castiçal para vela, que compartilha esta pequena base também com uma miniatura de um violão e um pandeiro. Desta forma antes de iniciar-se a roda de samba, que normalmente ocorre por volta das 20:45, o público disposto à volta da mesa e também os fundadores da comunidade, aguardam em silêncio.
A vela é acesa por um dos fundadores da Comunidade que sempre cita a seguinte frase: “Que a divina luz ilumine todas as criações”, do saudoso Paquera (José Alfredo Gonçalves de Miranda). Dá-se o início então à roda de samba com a música “Acendeu a Vela”.

### "Acendeu a vela" (Hino de Abertura no Samba da Vela)
(Paquera / Edvaldo Galdino)
Acendeu a vela, o samba já vai começar
Ela é quem chama, que é viva a chama pro povo cantar
A fé que não cansa
Mantém a esperança do nosso viver
O samba da vela está esperando você
Venha pra cá pra cantar
Venha pra cá pra se ver
Uma só voz embalar
Pra nunca mais esquecer
Venha fazer a história
Venha com a gente aprender
O samba da vela está esperando você
A luz do samba reluz
Condiz à inspiração seduz,
a todos induz a união de irmãos
Queremos um canto forte
Pra ver o samba vencer
O samba da vela está esperando você.

Quando vela acaba, um dos fundadores da Comunidade cita a seguinte frase repetida três vezes: “Quando a vela apaga, a comunidade chora”, de Magnu Sousá / Maurilio de Oliveira / Edvaldo Galdino. Então se encerra a roda de samba com a música “A comunidade chora”.

### "A comunidade chora" (Hino de encerramento no Samba da Vela)
(Magnu Sousá/Maurílio de Oliveira/Edvaldo Galdino)
Quando a vela acender
Eu vou cantar meu samba até prevalecer
A luz que ilumina o compositor
Que tem a luz nos olhos seus
Eu rezo pra essa chama tão crepuscular
Durar mais um minuto nessa hora
Ah! porque senão a comunidade chora
A comunidade chora
Chora... chora, a comunidade chora, a comunidade chora
Chora... chora, a comunidade chora, a comunidade chora
Quando a vela se apagar e o samba terminar
Saudade não me deixa ir embora
Meu peito vazio implora que uma luz me ilumine agora
Chora... chora, a comunidade chora, a comunidade chora
Chora... chora, a comunidade chora, a comunidade chora
Chora porque a vela se apagou
Porque o samba terminou
Chora... chora, a comunidade chora, a comunidade chora
Chora... chora, a comunidade chora, a comunidade chora

### O significado da vela rosa, azul, branca, verde
Além das regras expostas acima, o Samba da Vela possui um outro ritual relacionado ao objeto de destaque da roda de samba: a vela. Tomando como parâmetro as cores rosa, azul e branco, que representam a comunidade, criou-se um calendário em que, mais uma vez, é a vela quem dita os passos, durante quatro semanas.
A vela rosa é usada para o compositor em questão apresentar sua música inédita e é colocada por duas a quatro semanas seguidas. Distribuem-se as letras e a comunidade os canta pela primeira vez.
A vela azul é usada para todos memorizarem os sambas apresentados na vela rosa. É o momento de assimilação e avaliação dos novos sambas. Cada compositor defende seu samba diante da comunidade, "sem levar torcida, tem que ser na raça", destaca Chapinha.
Após este período, os fundadores se reúnem e avaliam as composições de todos os compositores, montando posteriormente um caderno com as músicas que é distribuído gratuitamente para a comunidade. Estas músicas são cantadas por dois meses enquanto a vela branca queima no centro da roda.
Excepcionalmente a vela verde é acesa em caso de falecimento de um membro da comunidade, seja; Fundador, Compositor, Músico, Frequentador assíduo, Colaborador da roda e parentes próximos e afins, etc.
Em casos de extrema necessidade, somente os fundadores tem o poder de interromper o andamento da roda de samba e apagar a vela, caso haja essa necessidade. Inclusive cancelar todo o processo de vela rosa e azul.

### A sopa
A sopa ou caldo quente é servido no encerramento da noite do samba quando a vela se apaga e todos cantam "Comunidade Chora" (ver letra acima). É uma tradição que surgiu no início das reuniões. No primeiro encontro dos fundadores Paquera, Magnu Sousá, Chapinha e Maurílio de Oliveira, foi feito um caldinho de mocotó para esquentar o frio do mês de julho, até que resolveram fazer uma sopa. E desde então, nunca mais deixaram de fazê-la . É servida pelo mestre Oliveira, presente desde o início da comunidade, a todos os presentes. Conforme Maurílio, “é um ato de solidariedade”. Chapinha explica que “tem muita gente que não vai embora enquanto não tomar a sopa.”

## Fundadores

### Maurílio de Oliveira Souza (Maurílio de Oliveira)

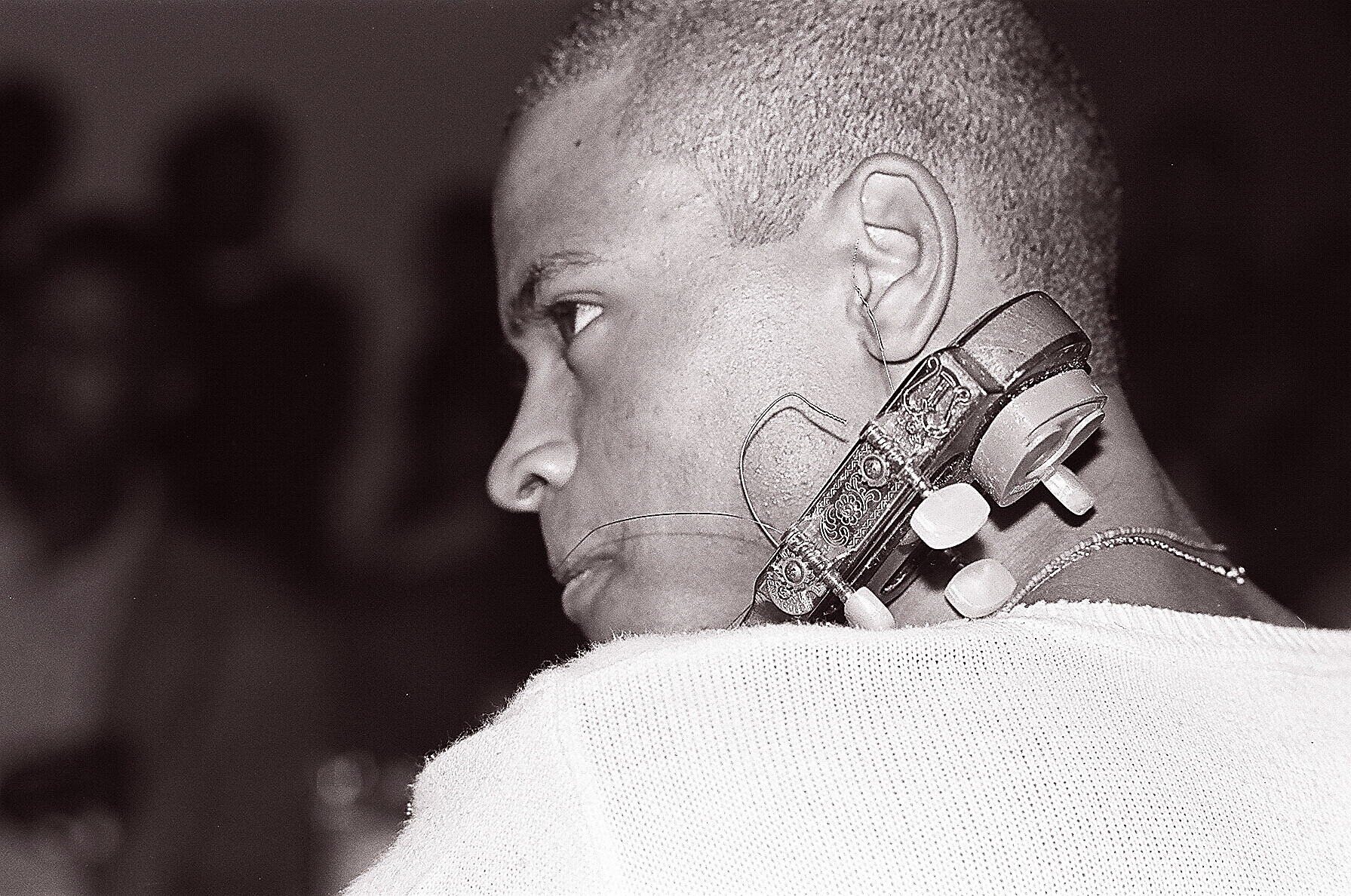
Maurílio de Oliveira - Fundador do Samba da Vela - Ano 2000 - Prettos (Foto - Carolina Andrade)

Cantor e Compositor. Músico cavaquinhista e violonista. Foi por 14 anos o Diretor musical da Comunidade Samba da Vela. Integra a dupla de sambistas Prettos. Ainda pequeno, a família mudou-se para São Paulo. O pai, conhecido como Gilberto Xique-Xique, trabalhou como músico de Baden Powell e Noite Ilustrada, entre outros. A mãe, cantora, chegou a gravar um compacto simples no ano de 1978. Aos quatro anos já se interessava por música e aos 11 já atuava como músico na noite paulista.
Começou a compor ao 14 anos, tendo feito suas primeiras parcerias com irmão Magnu Sousá, músico pandeirista e cantor. No ano de 1996, junto com o irmão Magnu Sousá (voz e pandeiro) e ainda Everson Pessoa (violão de seis), Yvison Pessoa (repique de mão) e Vitor Pessoa (surdo), fundou o grupo Quinteto em Branco e Preto, extinto em 2014 e considerado por artistas como Jair Rodrigues, Monarco, Wilson das Neves, Almir Guinéto, Nelson Sargento, Luiz Carlos da Vila e Nei Lopes, entre outros, como um dos melhores e mais importantes grupos do samba brasileiro com a notoriedade da mídia especializada em todo País, e após ter como madrinha a cantora Beth Carvalho, o grupo participou de suas apresentações por dez anos em turnê pelo e pelo mundo.
Em 2015, chegou a participar do programa The Voice Brasil
Hoje Maurilio de Oliveira é integrante da dupla Prettos com seu irmão Magnu Sousá. Em 2018, em conjunto com Magnu e a produtora cultural Margareth Valentim, idealizaram o Quintal dos Prettos

### Magno de Oliveira Souza (Magnu Sousá)[47]

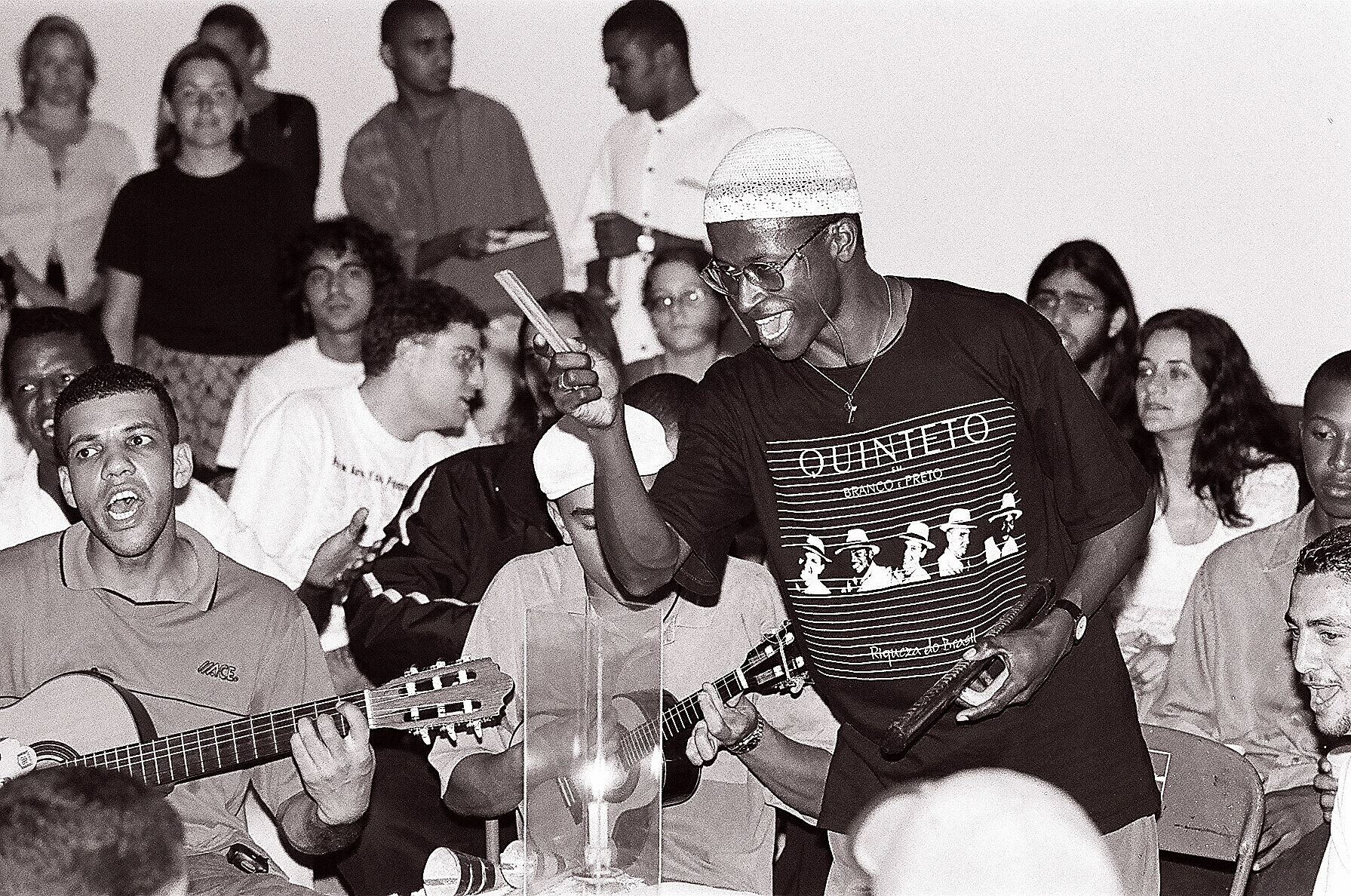
Magnu Sousá - Fundador do Samba da Vela - Ano 2000 -Prettos - (Foto - Carolina Andrade)

Músico, compositor, cantor, produtor cultural. Integra a dupla de sambistas Prettos. Foi Diretor financeiro e Vice-presidente da Associação Cultural Comunidade Santo Amaro que cuidava exclusivamente dos interesses da Comunidade Samba da Vela. Estudou canto na Universidade Livre de Música e foi integrante do grupo musical Quinteto em Branco e Preto por 18 anos, no qual fez várias apresentações em vários países como: França, EUA, África do Sul, Angola, Itália, Portugal, Suíça (Festival de Jazz de Montreux), etc. Já trabalhou com grandes nomes da música brasileira como: Beth Carvalho por dez anos, Paulinho da Viola, entre outros, e acompanhou por diversas vezes renomados artistas no programa Ensaio da TV Cultura, a convite do conceituado produtor musical Fernando Faro. Atuou em longa metragem intitulado "É Proibido Fumar (filme)", da diretora de cinema Anna Muylaert, em 2009 à convite, o qual contracenou diretamente com Glória Pires, Paulo César Pereio, Paulo Miklos (do Titãs) e Maurílio de Oliveira (Prettos). Teve composições gravadas por nomes como Beth Carvalho, Alcione, Maria Rita e diversas parcerias com Nei Lopes, Luiz Carlos da Vila, Wilson das Neves, Paquera, Almir Guineto, Roque Ferreira e participações em diversos trabalhos em DVD e CD. Como diretor artístico, produziu dois CD da Comunidade Samba da Vela, sendo o segundo indicado ao 24º prêmio da música popular brasileira. Produziu diversos álbuns musicais dos sambistas: Marcelo Teroca, Graça Braga, Essência do Samba, Jair Rodrigues, Berço de Samba São Mateus, Esmeralda Ortiz, Tia Cida de São Mateus entre outros.
Magnu Sousá teve suas composições gravadas por grandes nomes como: Beth Carvalho, Maria Rita, Alcione, Jair Rodrigues, entre outros. E a partir de 2014, formou a dupla Prettos em parceria com seu irmão Maurílio de Oliveira

### José Marilton da Cruz (Chapinha)

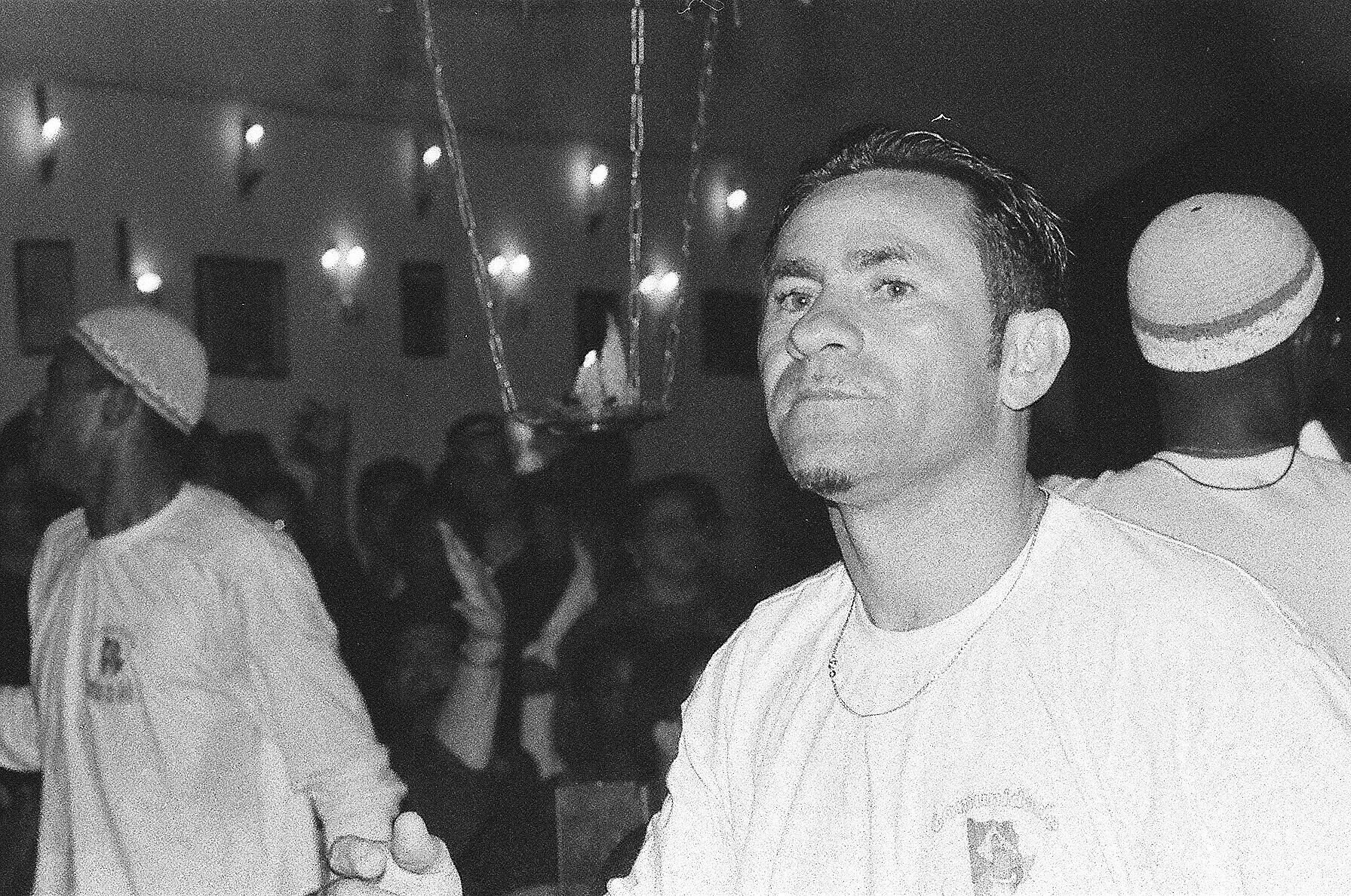
Chapinha - Fundador do Samba da Vela - Ano 2000 - (Foto - Carolina Andrade)

Em meados de 1978, Chapinha chegou até a quadra da Escola de Samba Vai-Vai, onde conheceu grandes bambas como Geraldo Filme, Almir Guineto, Osvaldinho da Cuíca, entre outros. Foi aí que resolveu aprofundar seus conhecimentos musicais por meio do estudo. Em 1980, Chapinha estudou canto no Conservatório Bandeirantes, em Santo Amaro (SP). Neste mesmo ano foi apresentado na Escola de Samba Vai-Vai, na qual sofreu enorme discriminação por ser branco, nordestino e ter olhos verdes. Esperou quase dois anos para ter uma oportunidade de mostrar o seu trabalho. Quando ouviram seus sambas, em 1982, já lhe convidaram para ingressar na ala de compositores, onde permaneceu por mais de 20 anos e chegou a ser presidente. Algum tempo depois pediu afastamento para trabalhar voluntariamente na área social das periferias da Zona Sul da capital paulista. Lá desenvolveu trabalhos musicais e culturais com crianças e jovens. Em 1987 participou do CD coletânea "Recado aos Bambas", no qual gravou três faixas, sendo que a faixa título do álbum, uma de suas composições, foi um dos maiores sucessos do samba em São Paulo, tocando em todas os programas de rádio destinados ao samba do estado. Em 1996 gravou o CD "Criança de Rua", produzido por Mauro Diniz, com participações especiais de Monarco da Portela e Mário Sérgio, ex- Fundo de Quintal. Fez parcerias de composição com grandes nomes do samba como: Wanderley Monteiro, Maurílio de Oliveira, Capri, Paquera, Naio-Denay, Mário Sérgio e outros. Suas composições já foram gravadas por nomes como: Quinteto em Branco e Preto, Grupo Sensação, Grupo Pirraça e Tobias da Vai-Vai. Foi vencedor do 1º Festival de Samba de Quadra de São Paulo, organizado por Tobias da Vai-Vai e pela jornalista Cláudia Alexandre, com a música "Não é Só Garoa" em parceria com Maurílio de Oliveira. Em 2004 teve seu nome citado no livro "Heranças do Samba" de Aldir Blanc, publicado em 2004. Em 2005, por iniciativa dos Gabinetes dos Deputados Estaduais Vicente Candido e Nivaldo Santana, foi homenageado na Assembléia Legislativa do Estado de São Paulo, em reconhecimento pela sua militância no samba. Em 2008 dirigiu o projeto “É Tradição e o Samba Continua”, promovido pela Pôr do Som, que reuniu inúmeros sambistas de São Paulo e as Velhas Guardas Paulistanas. Desde 2009 Chapinha permanece, de maneira ostensiva e intensa, na busca de melhores condições aos artistas da periferia para realizar projetos e apresentações que visem o aprimoramento musical e intelectual da comunidade. Chapinha foi convidado pelo jornalista Chico Pinheiro para fazer parte da “Esquina do Samba”, da TV Globo, como comentarista do desfile do grupo especial do Carnaval de São Paulo. Ainda em 2010, o “partideiro” fez várias apresentações: Fortaleza (CE), Aquírás (CE), Belo Horizonte (MG), Curitiba (PR), Santos (SP), Sorocaba (SP), Jundiaí (SP), Campinas (SP), Votorantim (SP), entre outras localidades do Estado de São Paulo. Em 2012, participou da Virada Cultural junto ao Palco Samba, no Largo São Francisco, e se apresentou em várias unidades do SESC. Em 2019 Chapinha lançou seu DVD.

### José Alfredo Gonçalves de Miranda (Paquera)

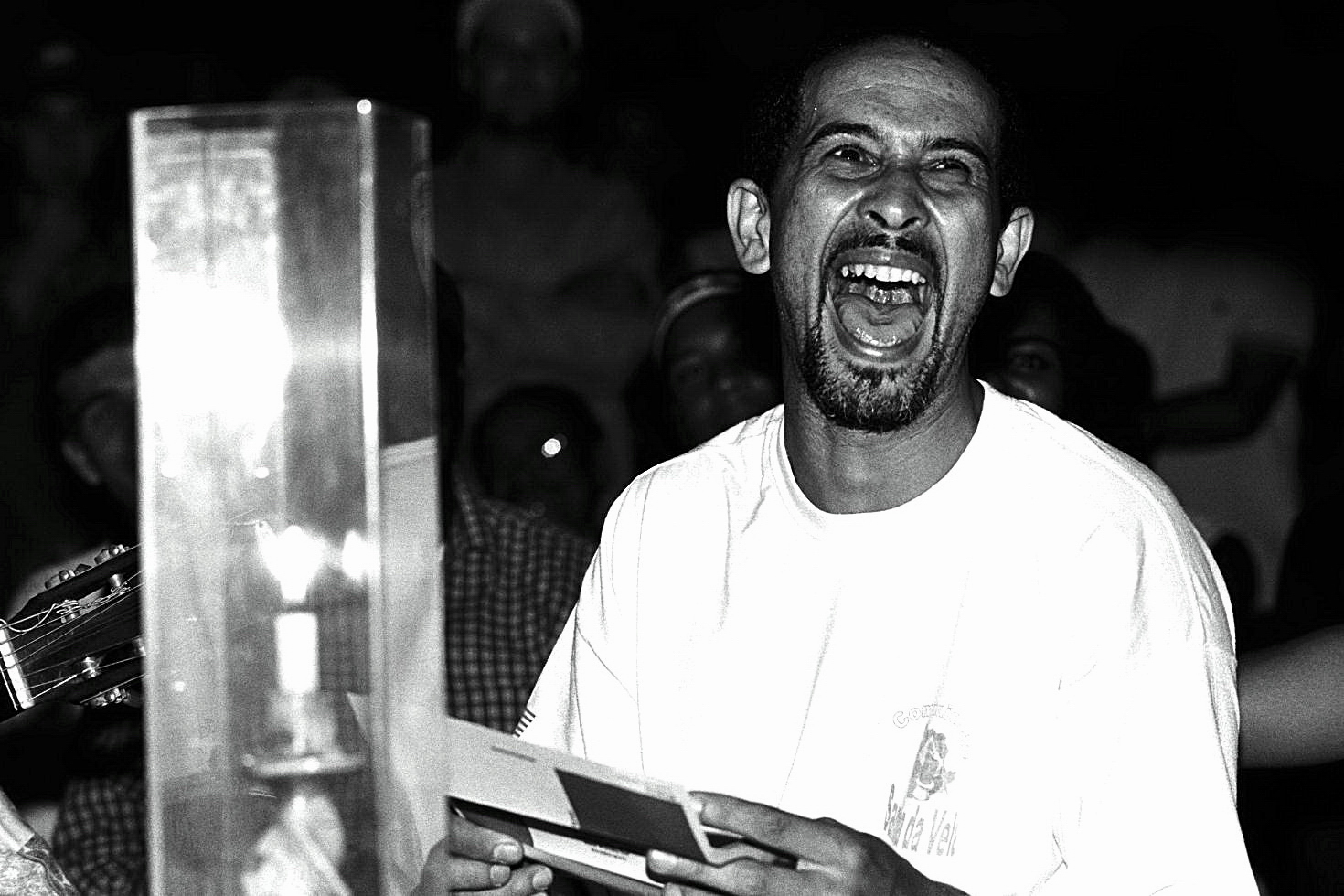
Paquera - Fundador do Samba da Vela - Ano 2000 - (Foto - Carolina Andrade)

José Alfredo Gonçalves Miranda, mais conhecido como Paquera, nasceu em 19 de Novembro de 1959,  em São Paulo, era técnico em eletricidade, tinha uma empresa de elétrica, duas produtoras e um bar chamado Você Vai se Quiser, na Praça Roosevelt, um dos centros do teatro paulistano. Ainda era instrumentista, compositor e presidente da Comunidade Samba da Vela, Desde os 15 anos, José Alfredo Gonçalves Miranda tinha o samba como vocação, sua vida musical foi feita na Barra Funda e no Bexiga, Em 1982 ingressou na Ala de compositores da Escola de Samba Vai-Vai, começou a escrever e não parou mais. Muita gente gravou suas composições, dos grupos de pagode, Beth Carvalho e Quinteto em Branco e Preto. Cinco anos depois participou da Coletânea Recado aos Bambas que fez muito sucesso nos anos 80. Em 1996, na Barra Funda, Paquera, Cuca, o Moreira e o Gordinho. Fundaram o primeiro movimento de samba de São Paulo, o Mutirão do Samba, um encontro de sambistas, visando o culto ao samba de raiz, a formação de novos talentos e a exibição de novos sambas..Neste grupo de 32 pessoas havia compositores, percussionistas de escola de samba e de botequim, instrumentistas, cantores, mas o multirão durou apenas três anos. Paquera também participou da criação do Butiquim Flor de Liz (1997); Celeiro do Samba(1999). Paquera estava hospitalizado e lutava contra o câncer, no dia 24 de Julho de 2014 ele faleceu.

## Discografia
- A Comunidade Samba da Vela - Vol. 1 (2004 - Pôr do Som)[62][63]

1. Irmãos de fé (Magnu Sousá / Maurílio de Oliveira / Chapinha / Paquera)
2. Caminho de lua cheia (Magnu Sousá / Maurílio de Oliveira)
3. Polivalente (Azambuja / Chapinha)
4. Não merece compaixão (Adriano Carollo / Alemão)
5. Jurar, Jurei (Paquera)
6. Minha Vida Melhorou (Junior / Japonês / Fialho)
7. Povo da Vela (Chapinha)
8. Sinfonia dos pardais (Ivison / Everson Pessoa / Gersinho)
9. Decisão (Chapinha / Capri / Magnu Sousá / Maurílio de Oliveira)
10. Vida (Magnu Sousá / Maurílio de Oliveira)
11. Madrinha (Edvaldo Galdino / Magnu Sousá / Paquera)
12. Jurei (Leandrinho / Wagner Almeida)
13. Forrobodó (Dú Oliveira)
14. Ingratidão (Graça / Edvaldo / Maurílio de Oliveira / Magnu Sousá)
15. Canto pra Nenê (Anabel Silva / Mário Leite)
16. Zumbi-me, Palmares (Sonia Pereira)
17. Pra vela não se apagar (Vó Suzana)
18. Com os pés no chão (Everson Pessoa / Vitor Pessoa)
19. A luta (Paquera)
20. A comunidade chora (Magnu Sousá / Maurílio de Oliveira / Edvaldo Galdino)

- A Comunidade Samba da Vela - Revelando Novos Compositores de Samba (2012 - Sambística/Radar Records)

(indicado ao prêmio da música brasileira)
1. Alegria de saudade (Magnu Sousá / Maurilio de Oliveira)
2. Acendeu a vela (Paquera / Edvaldo Galdino) / Majestade do samba (Paquera / Magnu Sousá) / A comunidade chegou (Paquera)
3. Suave colorido (Magnu Sousá / Maurílio de Oliveira) / É chegada a Hora (Paquera)
4. Tudo lotado (Chapinha)
5. O dono do samba (Magnu Sousá / Maurílio de Oliveira) / Somos Todos Irmãos (Magnu Sousá / Maurílio de Oliveira)
6. Sambas da comunidade - Desencontros (Vó Suzana) / Madrugada não vá (Dus’Betus) / Hoje eu vou sambar (Gilberto Xique) / O dono da escola (Cacá Barbosa / Jorge Florêncio / Augusto Cesar / Rossi / Toinho Melodia) / Fejão cum cove (Marquinho Dikuã / Samuel Queiroz) / Quando chega (Marcos Morais / Aparecida Camargos)
7. Ilusão (Magnu Sousá / Maurílio de Oliveira)
8. Braserô (Nino Miau)
9. Descendo o Boulevard (Mano Heitor / Nino Miau) / Luz da Alma (Mano Heitor / Magnu Sousá / Martinho da Vila) - Part. especial - Martinho da Vila
10. O bom malandro (Andrezinho / Paraisópolis) / Atire a primeira pedra (Seu Juca / Seu Afonso) / Falsa humildade (Paquera / Margareth Valentim / Magnu Sousá / Maurílio de Oliveira)
11. Futuro promissor (Chapinha / Carlos Costa)
12. Seleção de pagodes da Vela - Constantes abrolhos (Mário Leite) / Rua da Ilusão (Ana Elisa) / Bloco do pé Inchado (Tia Dita) / Barracão de madeira (Ricardo Rabelo / Willian Borges) / Amor ao Samba (Leandro Luís) - Part. especial de Pagode 27
13. O tombo da corrente (Nelson Papa / Petróleo) - Part. especial de Netinho de Paula[65]
14. Semba dia muila (Mauricio Luandê / Magnu Sousá / Maurílio de Oliveira)
15. Caminho de luar (Magnu Sousá / Maurílio de Oliveira)
16. A comunidade chora (Magnu Sousá / Maurílio de Oliveira / Edvaldo Galdino)

## Prêmios e indicações
- Indicado na categoria Melhor Grupo de Samba, no 24º Prêmio da Música Brasileira em 2013 (quem ganhou o prêmio foi o Quinteto em Branco e Preto,[66] do qual Magnu Sousá e Maurílio de Oliveira foram integrantes por 18 anos).